# Resolutie 2182 Veiligheidsraad Verenigde Naties
Resolutie 2182 van de Veiligheidsraad van de Verenigde Naties werd op 24 oktober 2014 met dertien stemmen voor en twee onthoudingen – Jordanië en Rusland – aangenomen door de VN-Veiligheidsraad. Omdat de embargo's op houtskool en wapens tegen Somalië geschonden werden kregen de VN-lidstaten de toestemming verdachte schepen in de buurt van dat land te inspecteren. Ook werd de vredesmacht van de Afrikaanse Unie verlengd tot eind november 2015. Verder werd de vrijstelling van de Somalische veiligheidsdiensten van het wapenembargo met een jaar verlengd.
Jordanië had reservaties bij de inspecties op zee omdat die "bij vermoeden van" zouden gebeuren, waardoor er ruimte was voor misbruik. Rusland had zich onthouden omdat een aantal bepalingen gebaseerd waren op ongefundeerde passages in het rapport van de Waarnemingsgroep Somalië-Eritrea. Ook vond het land dat te weinig rekening was gehouden met opmerkingen van Arabische landen en de Samenwerkingsraad van de Arabische Golfstaten bij het opstellen van de resolutie.

## Achtergrond
In 1960 werden de voormalige kolonies Brits-Somaliland en Italiaans-Somaliland onafhankelijk en samengevoegd tot Somalië. In 1969 greep het leger de macht en werd Somalië een socialistisch-islamitisch land. In de jaren 1980 leidde het verzet tegen het totalitair geworden regime tot een burgeroorlog en in 1991 viel het centrale regime. Sindsdien beheersten verschillende groeperingen elk een deel van het land en viel Somalië uit elkaar. Toen milities van de Unie van Islamitische Rechtbanken de hoofdstad Mogadishu veroverden, greep buurland Ethiopië in en heroverde de stad. In 2007 stuurde de Afrikaanse Unie met toestemming van de Veiligheidsraad een vredesmacht naar Somalië. In 2008 werd piraterij voor de kust van Somalië een groot probleem. In september 2012 trad na verkiezingen een nieuwe president aan die met zijn regering de rol van de tijdelijke autoriteiten die Somalië jarenlang hadden bestuurd moest overnemen.

## Inhoud
Tegen eind 2014 moest de federale overheid van Somalië regionale besturen, districten en staten oprichten; een essentiële stap in haar Visie 2016-programma. In 2016 zouden in het land verkiezingen worden gehouden.
Nog steeds gold een ban op de handel in houtskool met Somalië en was een wapenembargo van kracht. De handel in houtskool bleef echter een belangrijke bron van inkomsten voor de terreurgroep Al-Shabaab en was nog toegenomen. De president van Somalië had militaire steun gevraagd om de uitvoer van houtskool en de invoer van illegale wapens tegen te gaan. Daarom kregen de lidstaten voor een periode van twaalf maanden toestemming om alle schepen voor de Somalische kust die ervan verdacht werden tegen de embargo's in houtskool of wapens te transporteren te inspecteren en aangetroffen verboden goederen in beslag te nemen.
De uitzondering op het wapenembargo voor de Somalische veiligheidsdiensten werd verlengd tot 30 oktober 2015. De Veiligheidsraad moest vaststellen dat niet alle wapenleveringen aan die veiligheidsdiensten zoals vereist waren gemeld aan het comité dat toezag op het embargo. Ook bleek het beheer van het militair materieel niet efficiënt genoeg en niet op alle bestuursniveaus te werken. Voorts was men teleurgesteld dat de wapens nog steeds niet gemarkeerd en geregistreerd werden.
De Waarnemingsgroep Somalië-Eritrea had aanbevolen een uitzondering op het wapenembargo toe te staan voor de commerciële zeevaart. Zij werd gevraagd in samenspraak met de Somalische overheid een voorstel te formuleren. Overigens werd het mandaat van deze Waarnemingsgroep verlengd tot 30 november 2015.
De lidstaten van de Afrikaanse Unie kregen toestemming hun AMISOM-vredesmacht in Somalië te verlengen tot 30 november 2015. Intussen was men tevreden over gezamenlijke offensieve operaties met het Somalische leger, die het grondgebied van Al-Shabaab drastisch hadden gereduceerd. De VN-lidstaten werden opnieuw gevraagd AMISOM aan twaalf helikopters te helpen.

## Verwante resoluties
- Resolutie 2142 Veiligheidsraad Verenigde Naties
- Resolutie 2158 Veiligheidsraad Verenigde Naties
- Resolutie 2184 Veiligheidsraad Verenigde Naties
- Resolutie 2221 Veiligheidsraad Verenigde Naties (2015)

Lijst ·  2133 ·  2134 ·  2135 ·  2136 ·  2137 ·  2138 ·  2139 ·  2140 ·  2141 ·  2142 ·  2143 ·  2144 ·  2145 ·  2146 ·  2147 ·  2148 ·  2149 ·  2150 ·  2151 ·  2152 ·  2153 ·  2154 ·  2155 ·  2156 ·  2157 ·  2158 ·  2159 ·  2160 ·  2161 ·  2162 ·  2163 ·  2164 ·  2165 ·  2166 ·  2167 ·  2168 ·  2169 ·  2170 ·  2171 ·  2172 ·  2173 ·  2174 ·  2175 ·  2176 ·  2177 ·  2178 ·  2179 ·  2180 ·  2181 ·  2182 ·  2183 ·  2184 ·  2185 ·  2186 ·  2187 ·  2188 ·  2189 ·  2190 ·  2191 ·  2192 ·  2193 ·  2194 ·  2195